# Basilicata (incrociatore)
Il Basilicata è stato un incrociatore leggero per servizi coloniali della Regia Marina.

## Storia
Costruito tra il 1913 ed il 1917 nei cantieri di Castellammare di Stabia su progetto del Generale Ispettore del Genio Navale Giuseppe Rota e derivato dall'ariete torpediniere Calabria, il Basilicata venne inizialmente classificato nave da battaglia di 5ª classe e poi nave sussidiaria di II classe, prima di ricevere la classificazione definitiva di incrociatore leggero per servizi coloniali. La nave e l'unità gemella Campania vennero costruite una davanti all'altra sullo stesso scalo, e varate lo stesso giorno: mentre il Campania scese in mare come previsto, il Basilicata, varato subito dopo, ruppe i cavi che lo trattenevano e scese in mare da solo.
Impiegata principalmente in compiti di collegamento con le colonie, la nave partecipò alla prima guerra mondiale, ma non prese parte a nessuna azione bellica di rilievo.
Il 21 novembre 1918, poco dopo la conclusione della guerra, il Basilicata trasportò e sbarcò a Pago un reparto incaricato dell'occupazione dell'isola in nome dell'Italia.
Dopo appena due anni di servizio, nel pomeriggio del 13 agosto 1919, il piccolo incrociatore, mentre era diretto in Mar Rosso al comando del capitano di vascello Fossati per rimpiazzare l'ariete torpediniere Calabria nella sua funzione di stazionario, affondò in fiamme nelle acque di Tewfik (all'imboccatura del canale di Suez), non lontano da Porto Said, a causa dello scoppio di una caldaia.
Nella sciagura perirono circa 30 dei 250 membri dell'equipaggio, in larga parte àscari eritrei. Le vittime si ebbero a registrare soprattutto tra coloro che si trovavano nei pressi della sala macchine al momento dell'esplosione, mentre il resto dell'equipaggio (compreso il comandante Fossati), grazie alla scarsa profondità (dodici metri), che impedì alla nave di affondare del tutto, poté mettersi in salvo.
Il relitto, affondato in acque basse, venne recuperato dapprima spostato in tre giorni, dato che ostruiva il canale di Suez, e quindi recuperato il 12 settembre 1920, ma i danni vennero ritenuti troppo costosi da riparare e pertanto la nave venne radiata e, il 1º luglio 1921, venduta per la demolizione.